# Christoph Rudolff
Christoph Rudolff (Jawor, 1499 – Vienna, 1545) è stato un matematico tedesco.
Studente dell'Università di Vienna dal 1517 al 1521, è stato il primo a redigere un libro di algebra in lingua tedesca e ad introdurre la notazione √ per indicare la radice quadrata e la definizione {\displaystyle x^{0}=1}.